# 巴德雷斯瓦尔
巴德雷斯瓦尔（Bhadreswar），是印度西孟加拉邦Hugli县的一个城镇。总人口105944（2001年）。

## 人口
该地2001年总人口105944人，其中男性57991人，女性47953人；0—6岁人口10992人，其中男5624人，女5368人；识字率74.29%，其中男性为80.20%，女性为67.13%。